# Жълтолика скатия
Жълтоликата скатия (Spinus yarrellii) е вид птица от семейство Чинкови (Fringillidae). Видът е световно застрашен, със статут Уязвим.

## Разпространение и местообитание
Разпространен е в Бразилия и Венецуела.